# Helicius hillaryi
Espèce
Helicius hillaryi est une espèce d'araignées aranéomorphes de la famille des Salticidae.

## Distribution
Cette espèce est endémique du Bhoutan.

## Description
La carapace de la femelle holotype mesure 2,19 mm de long et l'abdomen 3,46 mm.

## Publication originale
- Żabka, 1981 : New species of Yaginumaella Prószynski 1976 and Helicius Prószynski 1976 (Araneae, Salticidae) from Bhutan and Burma. Entomologica Basiliensis, vol. 6, p. 5-41.